# Epilobium kitcheneri
Epilobium kitcheneri är en dunörtsväxtart som beskrevs av D.R. Mckean. Epilobium kitcheneri ingår i släktet dunörter, och familjen dunörtsväxter. Inga underarter finns listade i Catalogue of Life.